# Fabio Pasini
Pour les articles homonymes, voir Pasini.
Fabio Pasini, né le 23 août 1980 à Gazzaniga, est un fondeur italien spécialiste des épreuves de sprint. 

## Biographie
Son frère Renato est également un fondeur de haut niveau. Membre du centre sportif de l'armée, il préfère la technique classique.
Sa première sélection avec l'équipe nationale a lieu aux Championnats du monde junior en 2000.
Il fait ses débuts en Coupe du monde en 2001 à Asiago, marque ses premiers points en 2004 à Pragelato (28e du sprint), puis après trois hivers sans obtenir de top 30, monte en décembre 2008 sur son premier podium à Düsseldorf lors d'un sprint en style libre. Fabio Pasini participe ensuite à ses premiers Jeux olympiques à Vancouver en 2010, prenant la vingt-quatrième place du sprint. 
Il totalise trois podiums dans des sprints par équipes en Coupe du monde en 2009 à Vancouver et en 2010 à Rybinsk et Düsseldorf. Sur les courses de distance, il réalise sa meilleure performance sur le Tour de ski 2011-2012 qu'il finit vingtième. En 2012, il remporte aussi son premier titre de champion d'Italie sur le dix kilomètres classique
Il reçoit aussi trois sélections pour les Championnats du monde en 2005, 2009 et 2013, obtenant comme meilleur résultat une dixième place (demi-finales) sur le sprint classique en 2013 à Val di Fiemme. En 2014, il court son dernier championnat majeur avec les Jeux olympiques de Sotchi, prenant la 48e au quinze kilomètres classique.
Il est ensuite peu actif au niveau mondial jusqu'à la fin de sa carrière de fondeur en 2018. Il remporte tout de même le titre italien sur le sprint par équipes en 2016. Il continue à courir des compétitions de ski de montagne après sa carrière professionnelle.

## Palmarès

### Jeux olympiques
| Épreuve / Édition | Sprint                           | Sprint                           | 15 km                            | 15 km                            | Poursuite / Skiathlon 2 × 15 km | 50 km | Relais | Relais    |
| Épreuve / Édition | libre                            | classique                        | libre                            | classique                        | Poursuite / Skiathlon 2 × 15 km | 50 km | Sprint | 4 × 10 km |
| JO 2010 Vancouver | Épreuve inexistante à cette date | 24e                              | -                                | Épreuve inexistante à cette date | -                               | -     | —      | -         |
| JO 2014 Sotchi    | -                                | Épreuve inexistante à cette date | Épreuve inexistante à cette date | 48e                              | -                               | -     | —      | -         |

Légende :
- : pas d'épreuve
- — : Non disputée par Fabio Pasini

### Championnats du monde
| Épreuve / Édition           | Sprint                           | Sprint                           | 15 km                            | 15 km                            | Poursuite / Skiathlon 2 × 15 km | 50 km | Relais | Relais    |
| Épreuve / Édition           | libre                            | classique                        | libre                            | classique                        | Poursuite / Skiathlon 2 × 15 km | 50 km | Sprint | 4 × 10 km |
| Mondiaux 2005 Oberstdorf    | Épreuve inexistante à cette date | 23e                              | -                                | Épreuve inexistante à cette date | -                               | -     | —      | -         |
| Mondiaux 2009 Liberec       | 17e                              | Épreuve inexistante à cette date | Épreuve inexistante à cette date | -                                | -                               | -     | -      | -         |
| Mondiaux 2013 Val di Fiemme | Épreuve inexistante à cette date | 10e                              | -                                | Épreuve inexistante à cette date | -                               | -     | —      | -         |

### Coupe du monde
- Meilleur classement général : 36e en 2009.
- 1 podium individuel : 1 troisième place.
- 3 podiums par équipes : 2 deuxièmes places et 1 troisième place.

#### Classements par saison
| Saison    | Classement général final | Classement distance | Classement sprint |
| 2003-2004 | 145e                     |                     | 67e               |
| 2004-2005 | 104e                     |                     | 53e               |
| 2008-2009 | 36e                      | 65e                 | 14e               |
| 2009-2010 | 67e                      | 119e                | 26e               |
| 2010-2011 | 138e                     |                     | 82e               |
| 2011-2012 | 41e                      | 43e                 | 27e               |
| 2012-2013 | 85e                      | 77e                 | 60e               |

### Coupe OPA
- 1 podium.